# Kamer van volksvertegenwoordigers (samenstelling 1946-1949)
De lijst van leden van de Belgische Kamer van volksvertegenwoordigers van 1946 tot 1949. De Kamer van volksvertegenwoordigers telde toen 202 leden.  Het nationale kiesstelsel was in die periode gebaseerd op algemeen enkelvoudig stemrecht voor alle mannelijke Belgen van 21 jaar en ouder, volgens een systeem van evenredige vertegenwoordiging op basis van de methode-D'Hondt, gecombineerd met een districtenstelsel.
De 33ste legislatuur van de Kamer van volksvertegenwoordigers liep van 8 maart 1946 tot 19 mei 1949 en volgde uit de verkiezingen van 17 februari 1946.
Tijdens de legislatuur was eerst de regering-Spaak II (13 - 31 maart 1946) in functie. Dit was een minderheidsregering van de socialistische BSP-PSB, gesteund door de communistische KPB-PCB en de UDB. Bij de vertrouwensstemming in het parlement behaalde deze echter geen meerderheid, waardoor de regering viel. Vervolgens waren de regering-Van Acker III (maart - augustus 1946) en de regering-Huysmans (augustus 1946 - maart 1947) in functie, allebei meerderheden gevormd door de BSP-PSB, de KPB-PCB en de Liberale Partij en gesteund door de UDB. Daarna waren de regering-Spaak III (maart 1947 - november 1948) en de regering-Spaak IV (november 1948 - augustus 1949) in functie, allebei meerderheden gevormd door de BSP-PSB en de christendemocratische CVP-PSC en gesteund door de UDB.
De oppositie bestond dus uit CVP-PSC (tot maart 1947), de Liberale Partij (van 13 tot 31 maart 1946 en vanaf maart 1947) en de KPB-PCB (vanaf maart 1947).

## Zittingen
In de 33ste zittingsperiode (1946-1949) vonden vier zittingen plaats. Van rechtswege kwamen de Kamers ieder jaar bijeen op de tweede dinsdag van november.
| Zitting               | Opening          | Sluiting        |
| --------------------- | ---------------- | --------------- |
| buitengewone zitting  | 8 maart 1946     | 7 november 1946 |
| 2de zitting 1946-1947 | 12 november 1946 | 8 november 1947 |
| 3de zitting 1947-1948 | 11 november 1947 | 5 november 1948 |
| 4de zitting 1948-1949 | 9 november 1948  | 21 mei 1949     |

## Samenstelling
| Fractie | Fractie         | Zetels |
| ------- | --------------- | ------ |
|         | CVP-PSC         | 92     |
|         | BSP-PSB         | 69     |
|         | KPB-PCB         | 23     |
|         | Liberale Partij | 17     |
|         | UDB             | 1      |

## Lijst van de volksvertegenwoordigers
| Volksvertegenwoordiger                  | Partij  | Kieskring                 | Opmerkingen |
| --------------------------------------- | ------- | ------------------------- | --- |
| Frans Van Cauwelaert                    | CVP-PSC | Antwerpen                 | Parlementsvoorzitter en vanaf 20 november 1946 voorzitter van de commissie Buitenlandse Zaken en Buitenlandse Handel, de commissie Openbaar Onderwijs, de commissie Binnenlandse Zaken en de commissie Wederopbouw.                                                                                                 |
| Hendrik Marck                           | CVP-PSC | Antwerpen                 | Quaestor. |
| Leo Scheere                             | CVP-PSC | Antwerpen                 | |
| Louis Kiebooms                          | CVP-PSC | Antwerpen                 | |
| Georges Loos                            | CVP-PSC | Antwerpen                 | |
| François-Xavier van der Straten-Waillet | CVP-PSC | Antwerpen                 | |
| Albert Verlackt                         | CVP-PSC | Antwerpen                 | |
| Eduard Dehandschutter                   | CVP-PSC | Antwerpen                 | |
| André Vaes                              | CVP-PSC | Antwerpen                 | |
| Camille Huysmans                        | BSP-PSB | Antwerpen                 | Voorzitter van de BSP-PSB-fractie tot 3 augustus 1946. |
| Jan-Baptist Samyn                       | BSP-PSB | Antwerpen                 | |
| Willem Eekelers                         | BSP-PSB | Antwerpen                 | |
| Lode Craeybeckx                         | BSP-PSB | Antwerpen                 | |
| Louis Major                             | BSP-PSB | Antwerpen                 | |
| Frans Detiège                           | BSP-PSB | Antwerpen                 | |
| Jos Van Eynde                           | BSP-PSB | Antwerpen                 | |
| Louis Joris                             | LP      | Antwerpen                 | Ondervoorzitter en vanaf 20 november 1946 voorzitter van de commissie Koloniën, de commissie Landsverdediging en de commissie Justitie. |
| Félix Van den Bergh                     | KPB-PCB | Antwerpen                 | |
| Alfons Verbist                          | CVP-PSC | Mechelen                  | |
| Edgar Maes                              | CVP-PSC | Mechelen                  | Secretaris. |
| Emiel Van Hamme                         | CVP-PSC | Mechelen                  | |
| Antoon Spinoy                           | BSP-PSB | Mechelen                  | |
| Gaston Fromont                          | BSP-PSB | Mechelen                  | |
| Urbain Muyldermans                      | LP      | Mechelen                  | |
| Lode Peeters                            | CVP-PSC | Turnhout                  | |
| Frans Goelen                            | CVP-PSC | Turnhout                  | |
| Octaaf Verboven                         | CVP-PSC | Turnhout                  | |
| Arthur Janssens                         | CVP-PSC | Turnhout                  | |
| Augustinus Hens                         | BSP-PSB | Turnhout                  | |
| Henri Carton de Wiart                   | CVP-PSC | Brussel                   | |
| Paul Humblet                            | CVP-PSC | Brussel                   | Vervangt vanaf 11 februari 1947 Jean Herinckx, die voltijds burgemeester van Ukkel wordt. |
| Emile Welter                            | CVP-PSC | Brussel                   | |
| Charles de Jonghe d'Ardoye              | CVP-PSC | Brussel                   | |
| Jan Van den Eynde                       | CVP-PSC | Brussel                   | |
| Raymond Scheyven                        | CVP-PSC | Brussel                   | |
| Arthur Gilson                           | CVP-PSC | Brussel                   | |
| Charles du Bus de Warnaffe              | CVP-PSC | Brussel                   | |
| Marguerite De Riemaecker-Legot          | CVP-PSC | Brussel                   | |
| Herman Vergels                          | CVP-PSC | Brussel                   | |
| Albert Coppé                            | CVP-PSC | Brussel                   | |
| Paul-Henri Spaak                        | BSP-PSB | Brussel                   | |
| Fernand Brunfaut                        | BSP-PSB | Brussel                   | Ondervoorzitter tot 14 november 1946, een ambt dat Brunfaut opnieuw uitoefende vanaf 11 november 1947. Brunfaut is vanaf 11 november 1947 voorzitter van de commissie Verkeerswezen, Wederopbouw en Openbare Werken.                                                                                                |
| Joseph Vanhellemont                     | BSP-PSB | Brussel                   | Vervangt vanaf 10 december 1947 Marc Somerhausen, die raadsheer bij de Raad van State wordt. |
| Frans Fischer                           | BSP-PSB | Brussel                   | |
| Marcel-Hubert Grégoire                  | BSP-PSB | Brussel                   | |
| Joseph Bracops                          | BSP-PSB | Brussel                   | |
| Léon Meysmans                           | BSP-PSB | Brussel                   | |
| Hendrik Fayat                           | BSP-PSB | Brussel                   | |
| François Gelders                        | BSP-PSB | Brussel                   | Secretaris. |
| Isabelle Blume-Grégoire                 | BSP-PSB | Brussel                   | |
| Henri Heyndels                          | KPB-PCB | Brussel                   | Vervangt vanaf 19 mei 1949 de overleden Albert Marteaux. Marteaux was van 11 november 1947 tot 9 november 1948 ondervoorzitter en voorzitter van de commissie Brandstof en Energie, de commissie Economische Coördinatie en Wederuitrusting en de commissie Volksgezondheid en Gezin.                               |
| Edgard Lalmand                          | KPB-PCB | Brussel                   | |
| Raymond Dispy                           | KPB-PCB | Brussel                   | Voorzitter van de KPB-PCB-fractie vanaf 3 april 1946. |
| Samuel Herssens                         | KPB-PCB | Brussel                   | |
| Suzanne Grégoire-Cloes                  | KPB-PCB | Brussel                   | |
| Albert Devèze                           | LP      | Brussel                   | Voorzitter van de LP-fractie tot 31 maart 1946. |
| Léon Mundeleer                          | LP      | Brussel                   | Voorzitter van de LP-fractie vanaf 8 mei 1946. |
| Charles Jacques Janssens                | LP      | Brussel                   | |
| Ernest Demuyter                         | LP      | Brussel                   | |
| Albert de Vleeschauwer                  | CVP-PSC | Leuven                    | Voorzitter van de CVP-PSC-fractie vanaf 5 juni 1947. |
| Gaston Eyskens                          | CVP-PSC | Leuven                    | Voorzitter van de CVP-PSC-fractie van 26 maart 1946 tot 20 maart 1947. |
| Lucien Mellaerts                        | CVP-PSC | Leuven                    | |
| Fernand Hermans                         | CVP-PSC | Leuven                    | |
| Edmond Lievens                          | BSP-PSB | Leuven                    | Vervangt vanaf 2 december 1947 Alfons Vranckx, die Kamervoorzitter van de Raad van State wordt. |
| François Tielemans                      | BSP-PSB | Leuven                    | |
| Paul Kronacker                          | LP      | Leuven                    | |
| Jules Descampe                          | CVP-PSC | Nijvel                    | |
| Gaston Baccus                           | BSP-PSB | Nijvel                    | |
| Léon Ernest Deltenre                    | BSP-PSB | Nijvel                    | |
| Jean Borremans                          | KPB-PCB | Nijvel                    | Quaestor tot 31 maart 1946. |
| Werner Marchand                         | UDB     | Nijvel                    | Vervangt vanaf 19 maart 1946 Paul Michel Lévy, die verkiest om niet te zetelen. Marchand was ondervoorzitter van 12 november 1946 tot 11 november 1947 en van 20 november 1946 tot 11 november 1947 voorzitter van de commissie Economische Coördinatie en Wederuitrusting en de commissie Volksgezondheid en Gezin |
| Gerard Eneman                           | CVP-PSC | Brugge                    | Vervangt vanaf 26 maart 1946 Etienne Floré, die uit de politiek stapt. |
| Leopold Deschepper                      | CVP-PSC | Brugge                    | |
| Achiel Van Acker                        | BSP-PSB | Brugge                    | |
| Julius Wostyn                           | BSP-PSB | Brugge                    | |
| Alfred De Taeye                         | CVP-PSC | Kortrijk                  | |
| Albert De Clerck                        | CVP-PSC | Kortrijk                  | |
| Omer Vandenberghe                       | CVP-PSC | Kortrijk                  | |
| André Dequae                            | CVP-PSC | Kortrijk                  | |
| August Debunne                          | BSP-PSB | Kortrijk                  | |
| Joseph Vandevelde                       | BSP-PSB | Kortrijk                  | |
| Karel Goetghebeur                       | CVP-PSC | Veurne-Diksmuide-Oostende | |
| Leon Porta                              | CVP-PSC | Veurne-Diksmuide-Oostende | |
| Godfried Develter                       | CVP-PSC | Veurne-Diksmuide-Oostende | |
| Roger De Kinder                         | BSP-PSB | Veurne-Diksmuide-Oostende | Vervangt vanaf 1 oktober 1946 Julien Peurquaet, die wegens gezondheidsredenen ontslag neemt. |
| Adolphe Van Glabbeke                    | LP      | Veurne-Diksmuide-Oostende | |
| Albert De Gryse                         | CVP-PSC | Roeselare-Tielt           | |
| Camiel Verhamme                         | CVP-PSC | Roeselare-Tielt           | |
| Guido Gillès de Pelichy                 | CVP-PSC | Roeselare-Tielt           | |
| Arthur Sercu                            | BSP-PSB | Roeselare-Tielt           | |
| Fernand Lefère                          | CVP-PSC | Ieper                     | Vervangt vanaf 18 november 1947 de overleden Lucien Deschodt. |
| Jeroom Stubbe                           | CVP-PSC | Ieper                     | |
| Hilaire Lahaye                          | LP      | Ieper                     | |
| Albert Vanden Berghe                    | CVP-PSC | Aalst                     | |
| Ludovic Moyersoen                       | CVP-PSC | Aalst                     | |
| Eugeen Moriau                           | CVP-PSC | Aalst                     | |
| Prosper De Bruyn                        | BSP-PSB | Aalst                     | |
| Albert Van Hoorick                      | KPB-PCB | Aalst                     | |
| Gustaaf De Ville                        | KPB-PCB | Aalst                     | |
| Maurice Herman                          | CVP-PSC | Oudenaarde                | |
| Eugène Soudan                           | BSP-PSB | Oudenaarde                | |
| Alfred Amelot                           | LP      | Oudenaarde                | Secretaris. |
| August De Schryver                      | CVP-PSC | Gent-Eeklo                | |
| Achille Heyndrickx                      | CVP-PSC | Gent-Eeklo                | |
| Camiel Struyvelt                        | CVP-PSC | Gent-Eeklo                | |
| Geeraard Van den Daele                  | CVP-PSC | Gent-Eeklo                | |
| Paul Supré                              | CVP-PSC | Gent-Eeklo                | |
| Théo Lefèvre                            | CVP-PSC | Gent-Eeklo                | |
| Placide De Paepe                        | CVP-PSC | Gent-Eeklo                | |
| Edward Anseele jr.                      | BSP-PSB | Gent-Eeklo                | |
| Jozef Chalmet                           | BSP-PSB | Gent-Eeklo                | Quaestor. |
| Amédée De Keuleneir                     | BSP-PSB | Gent-Eeklo                | |
| Arthur De Sweemer                       | BSP-PSB | Gent-Eeklo                | |
| Henri Liebaert                          | LP      | Gent-Eeklo                | |
| Hendrik Heyman                          | CVP-PSC | Sint-Niklaas              | Ondervoorzitter en vanaf 20 november 1946 voorzitter van de commissie Economische Zaken en Middenstand, de commissie Landbouw, de commissie Ravitaillering en Invoer en de commissie Arbeid en Sociale Voorzorg. |
| Jozef Van Royen                         | CVP-PSC | Sint-Niklaas              | |
| Frans Van Goey                          | CVP-PSC | Sint-Niklaas              | |
| Jozef Vercauteren                       | BSP-PSB | Sint-Niklaas              | |
| Benoit Van Acker                        | CVP-PSC | Dendermonde               | |
| Josephus Steps                          | CVP-PSC | Dendermonde               | |
| William Bruynincx                       | CVP-PSC | Dendermonde               | |
| Julius De Pauw                          | BSP-PSB | Dendermonde               | |
| Oscar Behogne                           | CVP-PSC | Charleroi                 | |
| Jean Duvieusart                         | CVP-PSC | Charleroi                 | |
| Arthur Gailly                           | BSP-PSB | Charleroi                 | |
| Corneille Embise                        | BSP-PSB | Charleroi                 | |
| Eugène Van Walleghem                    | BSP-PSB | Charleroi                 | Secretaris. |
| Georges Bohy                            | BSP-PSB | Charleroi                 | Voorzitter van de BSP-PSB-fractie vanaf 1 oktober 1946. |
| Joseph Dedoyard                         | BSP-PSB | Charleroi                 | |
| Fernand Demany                          | KPB-PCB | Charleroi                 | Secretaris. |
| Georges Glineur                         | KPB-PCB | Charleroi                 | |
| Raoul Baligand                          | KPB-PCB | Charleroi                 | |
| Fernand Masquelier                      | LP      | Charleroi                 | Vervangt vanaf 6 mei 1947 Edmond Leclercq, die om gezondheidsredenen ontslag neemt. Masquelier is quaestor vanaf 1 maart 1949. |
| Hilaire Willot                          | CVP-PSC | Bergen                    | |
| Achille Delattre                        | BSP-PSB | Bergen                    | |
| Louis Piérard                           | BSP-PSB | Bergen                    | |
| Leo Collard                             | BSP-PSB | Bergen                    | |
| Raoul Defuisseaux                       | BSP-PSB | Bergen                    | |
| Jean Terfve                             | KPB-PCB | Bergen                    | Voorzitter van de KPB-PCB-fractie tot 31 maart 1946. |
| Marcelin Demoulin                       | KPB-PCB | Bergen                    | |
| Joseph Oblin                            | CVP-PSC | Zinnik                    | |
| Gaston Hoyaux                           | BSP-PSB | Zinnik                    | |
| Emile Schevenels                        | BSP-PSB | Zinnik                    | |
| Willy Frère                             | KPB-PCB | Zinnik                    | |
| Ernest Challe                           | CVP-PSC | Thuin                     | |
| Max Buset                               | BSP-PSB | Thuin                     | |
| Gaston Juste                            | BSP-PSB | Thuin                     | |
| Fernand Jacquemotte                     | KPB-PCB | Thuin                     | Quaestor vanaf 4 april 1946. |
| Maurice Couplet                         | CVP-PSC | Doornik-Aat               | |
| Paul Meunier                            | CVP-PSC | Doornik-Aat               | |
| Jules Hossey                            | BSP-PSB | Doornik-Aat               | |
| Alphonse Bonenfant                      | KPB-PCB | Doornik-Aat               | |
| René Lefebvre                           | LP      | Doornik-Aat               | |
| Horace Leleux                           | LP      | Doornik-Aat               | |
| Eugène Charpentier                      | CVP-PSC | Hoei-Borgworm             | |
| Edmond Leburton                         | BSP-PSB | Hoei-Borgworm             | |
| Georges Housiaux                        | BSP-PSB | Hoei-Borgworm             | |
| Georges Loumaye                         | LP      | Hoei-Borgworm             | Vervangt vanaf 1 maart 1949 de overleden Joseph Pierco. Pierco was quaestor tot aan zijn dood op 20 februari 1949. |
| Pierre Harmel                           | CVP-PSC | Luik                      | Vanaf 9 november 1948 voorzitter van de commissie Algemeen Bestuur en Pensioenen, de commissie Economische Coördinatie en de commissie Volksgezondheid en Gezin. |
| Paul Streel                             | CVP-PSC | Luik                      | |
| Marcel Philippart de Foy                | CVP-PSC | Luik                      | Secretaris. |
| Joseph Merlot                           | BSP-PSB | Luik                      | |
| François Van Belle                      | BSP-PSB | Luik                      | Ondervoorzitter en vanaf 20 november 1946 voorzitter van de commissie Financiën en Begroting. |
| Hubert Rassart                          | BSP-PSB | Luik                      | |
| Alexandrine Fontaine-Borguet            | BSP-PSB | Luik                      | Vervangt vanaf 8 december 1948 François Sainte, die om gezondheidsredenen ontslag neemt. |
| Paul Gruselin                           | BSP-PSB | Luik                      | |
| René Demoitelle                         | BSP-PSB | Luik                      | |
| Julien Lahaut                           | KPB-PCB | Luik                      | Van 20 november 1946 tot 11 november 1947 ondervoorzitter en voorzitter van de commissie Energie en Brandstof, de commissie Verkeerswezen en de commissie Openbare Werken. |
| Léon Timmermans                         | KPB-PCB | Luik                      | Vervangt vanaf 16 december 1947 Louis Neuray, die om gezondheidsredenen ontslag neemt. |
| Ernest Burnelle                         | KPB-PCB | Luik                      | |
| Théo Dejace                             | KPB-PCB | Luik                      | |
| Jean Rey                                | LP      | Luik                      | |
| Pierre Kofferschläger                   | CVP-PSC | Verviers                  | |
| Jean Discry                             | CVP-PSC | Verviers                  | |
| Albert Parisis                          | CVP-PSC | Verviers                  | |
| Jules Hoen                              | BSP-PSB | Verviers                  | Quaestor. |
| Mathieu Duchesne                        | BSP-PSB | Verviers                  | |
| Henri Reul                              | KPB-PCB | Verviers                  | |
| Paul Clerckx                            | CVP-PSC | Hasselt                   | |
| Alfred Bertrand                         | CVP-PSC | Hasselt                   | |
| Hendrik Beelen                          | CVP-PSC | Hasselt                   | |
| Raoul Vreven                            | LP      | Hasselt                   | Verkozen op een kartellijst van LP en BSP-PSB. |
| Louis Roppe                             | CVP-PSC | Tongeren-Maaseik          | Vervangt vanaf 7 januari 1947 Henricus Vaes, die wegens gezondheidsredenen ontslag neemt. |
| Pierre Dexters                          | CVP-PSC | Tongeren-Maaseik          | |
| Jozef Dupont                            | CVP-PSC | Tongeren-Maaseik          | |
| Lambert Goffings                        | CVP-PSC | Tongeren-Maaseik          | |
| Pierre Diriken                          | BSP-PSB | Tongeren-Maaseik          | Verkozen op een kartellijst van LP en BSP-PSB. |
| Jean Merget                             | CVP-PSC | Aarlen-Marche-Bastenaken  | Quaestor. |
| Justin Gaspar                           | CVP-PSC | Aarlen-Marche-Bastenaken  | |
| Ernest Rongvaux                         | BSP-PSB | Aarlen-Marche-Bastenaken  | Verkozen op een kartellijst van LP en BSP-PSB. |
| Edouard Leclère                         | CVP-PSC | Neufchâteau-Virton        | Vervangt vanaf 27 januari 1948 de overleden Fernand Van den Corput. |
| Paul François                           | CVP-PSC | Neufchâteau-Virton        | |
| Edmond Jacques                          | BSP-PSB | Neufchâteau-Virton        | Verkozen op een kartellijst van LP en BSP-PSB. |
| Abel Charloteaux                        | CVP-PSC | Dinant-Philippeville      | |
| Henri Lambotte                          | CVP-PSC | Dinant-Philippeville      | |
| Roger Rommiée                           | BSP-PSB | Dinant-Philippeville      | Vervangt vanaf 2 december 1947 de overleden Jules Blavier. |
| Marcel Meunier                          | BSP-PSB | Dinant-Philippeville      | |
| Maurice Jaminet                         | CVP-PSC | Namen                     | |
| Charles Héger                           | CVP-PSC | Namen                     | |
| René Dieudonné                          | BSP-PSB | Namen                     | |
| Gustave Fiévet                          | BSP-PSB | Namen                     | |
| Victor Briol                            | KPB-PCB | Namen                     | |